# تيمبل أو إس
تيمبل اواس هو نظام التشغيل مفتوح المصدر كاتبه المبرمج الأمريكي تيري ديفيز، يتميز هذا النظام بدعمه لمعالجة 86-بت - 64-بت بت ومتعدد المهام وصغير. كما تم تصميم هذا نظام ليكون مزيج من دوس وتوربو سي . يصف ديفيس نظامه على انه كومودور الحديث الذي يتميز بدعمه لمعالجة x86-64 مع بعض التغيرات في لغة البرمجة من بيسك إلى لغة هولي سي (holyc) التي طورها هو نفسه.